# Приобье (станция)
Прио́бье — железнодорожная станция в посёлке Приобье Ханты-Мансийского автономного округа. Конечная на линии Серов—Ивдель—Приобье (Нижнетагильский регион Свердловской железной дороги) в 60 км к северу от Нягани, откуда в Приобье идёт однопутная неэлектрифицированная ветка.
Расположена на берегу реки Оби вблизи пассажирского речного вокзала. Подъездные пути ведут от станции к грузовому речному порту, которым управляет Приобское управление материально-технического снабжения и комплектации общества с ограниченной ответственностью «Газпром трансгаз Югорск».
На станции одна платформа. В 2014 году был построен новый большой вокзал, зал ожидания которого рассчитан на триста пассажиров. Общая площадь трехэтажного комплекса пять с половиной тысяч квадратных метров.

## Поезда по станции
Сообщение дальнего следования: поезд № 521/522 маршрутом Приобье — Новороссийск (в летнее время), Приобье — Екатеринбург (2 поезда № 127/128 и № 351/352).
Маршруты до Серова считаются пригородными.
| Круглогодичное обращение поездов | Круглогодичное обращение поездов | Круглогодичное обращение поездов | Круглогодичное обращение поездов |
| № поезда                         | Маршрут движения                 | № поезда                         | Маршрут движения                 |
| -------------------------------- | -------------------------------- | -------------------------------- | -------------------------------- |
| 127                              | Екатеринбург — Приобье           | 128                              | Приобье — Екатеринбург           |
| 351                              | Екатеринбург — Приобье           | 352                              | Приобье — Екатеринбург           |
| 521                              | Новороссийск — Приобье           | 522                              | Приобье — Новороссийск           |
| 6976/6974/6970                   | Приобье — Серов                  | 6969/6973/6975                   | Серов — Приобье                  |